# Бихл
Бихл (њем. Bichl) општина је у њемачкој савезној држави Баварска. Једно је од 21 општинског средишта округа Бад Телц-Волфратсхаузен. Према процјени из 2010. у општини је живјело 2.094 становника. Посједује регионалну шифру (AGS) 9173115.

## Географски и демографски подаци
Бихл се налази у савезној држави Баварска у округу Бад Телц-Волфратсхаузен. Општина се налази на надморској висини од 625 метара. Површина општине износи 13,9 km².

## Становништво
У самом мјесту је, према процјени из 2010. године, живјело 2.094 становника. Просјечна густина становништва износи 150 становника/km².